# Gaio Cluilio
Gaio Cluilio (fine VIII secolo a.C. – metà VII secolo a.C.) è stato un leggendario re di Alba Longa della metà del VII secolo a.C., contemporaneo del re di Roma Tullo Ostilio.
Costruì le Fossae Cluiliae una trincea che circondava la città di Roma ad una distanza approssimativa di 6 ~ 8 km dalle mura della città. Di fronte alla crescita di Roma e vedendo in pericolo l'egemonia di Alba Longa nel Lazio, decise di intraprendere una guerra contro i Romani..
Secondo Tito Livio morì di cause naturali prima che il risultato della guerra fosse deciso, secondo Dionigi morì per cause ignote prima ancora che si avesse il primo scontro tra Romani ed Albani..
Gli succedette Mezio Fufezio che condusse la città di Alba Longa alla sconfitta contro i romani e alla sua distruzione permanente.